# 루이빌 대학교
루이빌 대학교(영어: University of Louisville)는 미국의 켄터키주 루이빌에 있는 주립대학이다.
1798년 켄터키주의회가 제정한 법률에 의하여 설립된 제퍼슨학교가 그 기원이다. 그러나 그 후 14년이 지난 1813년에 첫 수업을 시작한 이 학교는 1829년 폐교되었고, 그 시설과 자산은 1837년 새로 설립된 루이빌대학교에 인수되었다. 1846년 켄터키주의회를 통과한 법률에 의하여 이 대학과 1933년 설립된 루이빌의과대학, 그리고 새로 설립된 법과대학이 통합되어 현재의 루이빌대학교가 성립되었다.
문리과대학, 행정·상과대학, 보건대학, 치과대학, 교육대학, 켄트사회복지대학, 치과대학, 의과대학, 간호대학, 법과대학, 음악대학, 속도과학(공과)대학 등 12개 단과대학과 대학원으로 구성되어 있으며, 126개 분야의 전문 분야에서 228개 종류의 학위를 취득할 수 있다.
5개 도서관에는 131만 5284권의 도서가 소장되어 있으며, 1만 2812종의 정기간행물을 비치하고 있다. 대학부설시설로는 학습자료 센터, 미술관, 천문대, 라디오 방송국, 경영개발 센터, 국립범죄연구소, 지역개발연구소 등이 있다.